# Norman Seeff
Norman Seeff (* 5. března 1939 v Johannesburgu, Jihoafrická republika) je jihoafrický fotograf a filmař. Od přestěhování do Spojených států v roce 1969 se jeho práce soustředí na zkoumání lidské kreativity a vnitřní dynamiky tvůrčího procesu.

## Raný život a kariéra
Seeff absolvoval s vyznamenáním ve vědě a umění na King Edward VII School v Johannesburgu. Ve věku 17 let byl draftován jako nejmladší hráč v jihoafrické národní fotbalové lize.
Seeff se v roce 1965 kvalifikoval jako lékař. Tři roky pracoval v urgentní medicíně v nemocnici Chris Hani Baragwanath v Sowetu se zaměřením na zvládání traumatického šoku. V roce 1968 emigroval do Spojených států, aby se mohl věnovat svým tvůrčím vášním a uměleckým schopnostem.

## New York
Brzy poté, co Seeff dorazil do New Yorku, jeho fotografie lidí, které potkal v ulicích Manhattanu, objevil slavný grafický designér Bob Cato. Jako bývalý viceprezident Creative Services u Columbia Records byl Cato proslulý svým designem obalů alb, za který získal dvě ceny Grammy. Cato se stal Seeffovým důležitým rádcem a dal mu svůj první hlavní fotografický úkol produkovat snímky pro album kapely Stage Fright. Seeffův ikonický snímek skupiny byl znovu vytvořen jako plakát vložený pod smršťovací fólii alba, která se po rozbalení stala velmi oblíbeným sběratelským artiklem. To mu přineslo okamžité uznání a odstartovalo jeho kariéru „skalního“ fotografa. Jeho raná tvorba také zahrnuje snímky Debbie Harry, Patti Smith, Roberta Mapplethorpea, Andyho Warhola a dalších osobností New Yorku.
V roce 1971 strávil Seeff rok jako profesor fotografie na Bennington College ve Vermontu.

## Los Angeles
Na konci roku 1971 a na doporučení Cata se Seeff přestěhoval do Los Angeles, aby se stal kreativním ředitelem United Artists Records. Jeho inovativní přístup ke společné umělecké režii vyústil v několik nominací na cenu Grammy za grafický design.
O dva roky později si otevřel nezávislé studio na 'stripu' na Sunset Boulevard. Jeho fotografická setkání se brzy stala legendární a přilákala na každé setkání 30–40 diváků, při některých příležitostech až přes 200.
Ve svém vývoji jako fotograf veřejných osobností si Seeff uvědomil, že k dosažení vitality a autenticity, kterou hledal ve svých snímcích, je zapotřebí změna paradigmatu v jeho interakci s umělci a inovátory.
Sezení bylo vytvořeno jako výživné a zároveň náročné prostředí pro spolutvůrčí vztah s umělci a vyvinulo se jako laboratoř pro zkoumání základní dynamiky kreativity „zevnitř“ ven. V reakci na emocionální autenticitu a hloubku tvůrčí komunikace mezi ním a umělci Seeff poprvé v roce 1975 přivedl filmový štáb na sezení, počínaje Ikem a Tinou Turnerovými.
Pro Seeffa se setkání stalo samotnou uměleckou formou, která se proměnila v multidisciplinární proces fotografie, filmové tvorby a kreativní komunikace. Přesunutí jeho zaměření od cílů k prostředkům a vytvoření autentického zážitku v daném okamžiku odhalilo, že optimální zážitek elegantně přešel do optimálního výkonu. Pro Seeffa to byla osobní změna paradigmatu v jeho chápání tvůrčího procesu.
Seeff zdokumentoval více než 500 setkání s umělci z mnoha oborů včetně hudebníků, herců, spisovatelů, režisérů, herců, vědců, podnikatelů a politiků. Spolupracoval s tvůrci a inovátory včetně takových jako byli například: Ray Charles, Carpenters, Joni Mitchell, Guthrie Thomas, Kiss, Steve Jobs, Steve Martin, John Huston, Martin Scorsese, Billy Wilder, Bob Fosse, will.i.am, Tina Turner, Alicia Keys nebo Francis Crick.

## Televizní reklamy
V roce 1990 Seeff aplikoval spontánní a spolutvůrčí přístup, který vyvinul během svých focení, při práci s herci v televizních reklamách. Během 90. let se stal uznávaným, cenami ověnčeným ředitelem stovek národních reklam pro velké značky včetně Apple, Levi's, Glaxo, Nissan, Toyota, General Motors a Motorola.

## Nedávná práce
Seeff se vrátil k fotografování a dokumentaci svých sezení v roce 1999, aby vytvořil dokumentární průzkum umělcovy cesty k zahájení Paul Allen 's Experience Music Project a sezení s hvězdami Paramount Television a mnoha laureáty Nobelovy ceny za vědu z Caltechu.
Právě posledně jmenovaný úkol vedl k pozvání Seeffa ke spolupráci s vesmírnými průzkumníky NASA v Jet Propulsion Laboratory (JPL) a k produkci jeho dokumentárního filmu Triumph of the Dream. Dokument odhaluje lidskou tvář mise Mars Exploration, která v roce 2004 přistála na Marsu dvěma rovery. Seeff ve filmu používá Sedmistupňovou dynamiku tvůrčího procesu, kterou vyvinul ve svých fotografických relacích, jako základní narativní strukturu.
Seeffovy poslední semináře zahrnovaly objevování světa elektronické hudby s účastníky Red Bull Music Academy 2013 a produkci webové série pro Red Bull Media House.

## Průzkum kreativity
Jako důsledek 35 let výzkumu a vývoje kreativity v akci vyvinul Seeff soubor obsahu zkoumajícího kořeny kreativity, inovace a optimálního výkonu a identifikoval schémata popisující archetypy tvůrčího procesu, které fungují ve všech kreativních disciplínách. Základní zásadou jeho práce je, že veškeré stvoření pochází z vnitřních zdrojů vědomí a že každý má přístup ke stejným vrozeným zdrojům.
Seeff se považuje za prostředníka pro hlasy stovek kreativních a inovativních jednotlivců pracujících na vyšších úrovních lidského potenciálu, se kterými po mnoho desetiletí komunikoval. Tento multimediální a multidisciplinární obsah připravuje pro globální vydání prostřednictvím různých interaktivních digitálních platforem.

## Osobní život
Seeff žije v Los Angeles se svou ženou Sue Kielovou a pracuje ve svém studiu v Burbanku. Má dvě děti. Jeho dcera Tai Power Seeff, kterou měl s herečkou Taryn Powerovou, je fotografka.

## Významné fotografie
1.) Patti Smith & Robert Mapplethorpe 1969: Seeff a Mapplethorpe se setkali brzy poté, co Seeff poprvé přijel do New Yorku a Mapplethorpe požádal Seeffa, zda by mohl přestříkat některé jeho tisky. Seeffovi se líbilo, co Mapplethorpe udělal, a nabídl se, že Mapplethorpa a Smithovou vyfotografuje.  Tyto záběry byly široce uváděny od vydání knihy Just Kids. 
2.) The Band 1969: Seeff byl pověřen zesnulým Bobem Catem, aby nafotil snímky pro "liner" vydání kapely Stage Fright z roku 1970. Nicméně Cato miloval Seeffův snímek natolik, že se stal hlavním designovým prvkem alba jako příloha plakátu. Plakát se rychle stal sběratelským kouskem a pomohl nastartovat Seeffovu kariéru jednoho z předních rock n rollových fotografů a návrhářů obalů alb.
3.) James Taylor 1970: Seeff vyfotografoval Taylora, který stavěl dům na Martha's Vineyard. Taylor a zpěvačka a skladatelka Carly Simonová měli později bydlet v domě.
4.) Andy Warhol 1970: Seeff fotografoval Warhola a členy Factory ve Warholově prostoru v New Yorku.
5.) Mick Jagger 1971: Seeff fotografoval Jaggera a Rolling Stones pro album Exile na Main Street, ve kterém byl Seeff uměleckým ředitelem.
6.) Keith Richards 1971: Seeff také pořídil několik individuálních záběrů Richardse během natáčení Exile on Main Street.
7.) Rolling Stones 1971: The Stones pověřili Seeffa nasnímáním ikonické série 12 snímků, které byly uvedeny jako příloha 12 pohlednic. Pohlednice měly být znovu vydány v roce 2010.
8. Bobby Womack 1972: Seeff s Womackem mnohokrát spolupracoval, ale možná nejznámější fotografie Womacka je uvedena na obálce jeho alba Understanding z roku 1972.
9.) Miles Davis 1974: Seeff pořídil svůj ikonický snímek Davise, který se v té době zotavoval z onemocnění krku a právě odešel z pódia.
10.) Sly Stone 1974: Seeffův snímek Sly Stone líbajícího svou tehdejší manželku Kathy Silvu byl zařazen na výstavu Brooklyn Museum 2009  Who Shot Rock & Roll: A Photographic History, 1955 to Present.
11.) Carly Simonová 1974: Seeffův titulní snímek Carly Simonové oblečené v medvídku pro její album Playing Possum byl považován za „jemný“ a byl uveden v knize Sheily Weeler Girls Like Us. Ve skutečnosti pochází ze série záběrů, na kterých Simonová dělá jógové pozice.
12.) Kiss 1974: O Seeffově fotografování s Kiss pro jejich album Hotter Than Hell z roku 1974 toho bylo hodně napsáno, i když podle všech zpráv je to spíše fikce než skutečnost.
13.) Ike a Tina Turner 1975: Seeff byl velkým obdivovatelem umění Ikea a Tiny a mnoho jeho záběrů z tohoto sezení ilustruje okraj v jejich vztahu. Toto setkání bylo první, které Seeff zdokumentoval na 16mm filmu.
14.) Joni Mitchell 1975 & 1976: Seeff měl dlouhý pracovní vztah s Mitchellovou, se kterou absolvoval 7 sezení.
15.) The Jacksons 1976: Tato série záběrů představuje Michaela Jacksona v jeho pozdním mladistvém věku.
16.) Frank Zappa 1976: Seeff fotografoval Zappu několikrát. Obrázky byly použity pro přebal alba (viz přebal Strictly Commercial) a byly široce uvedeny v únorovém čísle časopisu Musician z roku 1994 při pozorování Zappova nedávného úmrtí koncem roku 1993. Před jeho smrtí byly Seeffovy fotografie Zappy a jeho dcery Moon také uvedeny v článku časopisu LIFE z roku 1989.
17.) Johnny Mathis 1976: Tato relace byla také natočena na 16mm film.
18. Cher 1976: Seeff fotografoval Cher pro její album I'd Rather Believe in You. Záběry zachytily ikonický vzhled Cher ze 70. let.
19.) Eagles 1976: Seeff fotografoval Eagles pro jejich album One of These Nights.
20.) John Travolta 1976: Seeff fotografoval a natáčel Travoltu, který se připravoval na svou hlavní roli ve filmu Horečka sobotní noci z roku 1977.
21. Cher & Gregg Allman 1977: Seeff natočil sérii snímků Cher a Gregga Allmana, když byli manželé.
22.) Steve Martin 1977: Tato série snímků demonstruje úžasný komediální talent Martina na začátku jeho kariéry. Snímky byly použity na obal jeho alba Let's Get Small z roku 1977.
23.) Zubin Mehta 1977: Během fotografování Seeffa požádal Mehtu, aby hrál klasickou hudbu na plnou hlasitost, aby ilustroval, že by mohla překonat rock'n'roll.
23.) Van Morrison 1977: Toto fotografování Morrisona vystupujícího na soukromém koncertu bylo také natočeno na 16mm film. Morrison to považuje za jeden ze svých nejlepších záběrů z představení.
24.) Santana 1978: Seeffovy záběry Santany byly pořízeny pro album Inner Secrets.
25. Johnny Cash 1978: Seeff fotografoval Cashe při několika příležitostech, včetně obalu pro Cashovo album Biggest Hits z roku 1984.
26.) Fleetwood Mac 1978: Seeffovy snímky kapely Fleetwood Mac, pořízené pro album Tusk, ilustrují charisma a intenzitu vztahů mezi členy kapely.
27.) Rickie Lee Jones 1978: Vydáno pro první album Jonesové, které ji uvedlo do hudebního byznysu.
28. Jean Terrell 1978: Bývalý zpěvák skupiny Supremes ; pořízená pro jeho debutové sólové album.
29.) Hudební skupina Chicago 1978: Pořízeno pro album Hot Streets, bylo to poprvé a jediné, co Chicago mělo fotografii kapely na obalu.
30.) Van Halen 1979: Převzato pro první album Women and Children.
31.) Boomtown Rats 1979: Bob Geldof byl fotografován pro článek o nové hudbě v časopise LIFE.
32.) Blondie 1979: Seeff fotografoval skupinu pro jejich album Eat to the Beat.
33. Curtis Mayfield 1979: Mayfield napsal originální píseň během natáčeného focení.
34. John Belushi 1981: Seeff fotografoval Belushiho jak samotného, tak jako součást Blues Brothers.
35.) Sir Francis Crick 1982: Seeff vyfotografoval nositele Nobelovy ceny, objevitele dvojité šroubovice, jak v Salkově ústavu pro biologická studia, tak u něj doma.
36.) Tina Turner 1983: Seeff byl požádán, aby pořídil sérii snímků Turnerové, jak přestavěla svou kariéru a zahájila řadu hitů počínaje jejím singlem z roku 1983 „ Let's Stay Together “, který obsahoval Seeffův snímek na obálce. Focení s Tinou bylo natočeno a obsahovalo spontánní živá vystoupení.
37. Quincy Jones 1984: Seeffův snímek Quincyho Jonese s jeho dcerou u něj doma a byl uveden v roce 2009 v knize The Art & Soul of Quincy Jones.
38.) Steve Jobs 1984: Seeff fotografoval Jobse v centrále Apple v Cupertinu v Kalifornii a také v Jobsově domě ve Woodside. Vznikly tak ikonické snímky mladého Steva Jobse v prvních dnech úspěchu Applu.Jeden si vybral Walter Isaacson na obálku své biografie, která vyšla v říjnu 2011. Brzy po Jobsově smrti se Seeffovy záběry objevily také na obálkách časopisu Rolling Stone a časopisu TIME  (různé fotografie).
39.) Ray Charles 1985: Klasický snímek použil Concord Records na albu Genius Loves Company.
40.) John Huston 1985: Seeff udělal s Hustonem rozhovor a vyfotografoval ho pro seriál o amerických filmových režisérech. Jedna z fotografií z této relace byla použita společností Apple pro kampaň „Think Different“ a objevila se na obřích billboardech po celé Americe.
41.) Martin Scorsese 1986: Seeff vyfotografoval a natočil jejich rozhovor o tvůrčím procesu pro sérii o amerických filmových režisérech.
42.) Billy Wilder 1986: Seeffova fotografie Wildera vítá patrony divadla Billyho Wildera v Hammer Museum v Los Angeles.
43.) Jim Henson 1986: Záběr pro sérii o amerických filmových režisérech včetně snímku, který se dostal na poštovní známku US Postal Service.
44.) Bob Fosse 1986: Seeff fotografoval a natáčel Fosse pro seriál o amerických filmových režisérech.
45.) David Crosby 1986: Z fotografování se Stephenem Stillsem a Grahamem Nashem.
46.) Norman Mailer 1988: Seeff vyfotografoval celé číslo časopisu Esquire o autorech, které zahrnovalo i Mailera.
47.) Aerosmith 1989: Seeff nasnímal fotografickou seanci pro jejich album Pump. Zasedání bylo také zdokumentováno.
48.) Steven Tyler 1989: Fotografováno během zasedání pro album Aerosmith Pump.

## Obaly desek a fotografie
Od roku 1969 Seeff přispíval fotografiemi, režírováním a navrhl stovky obalů desek.
- Tammy Wynette, Womanhood (album) (1978, fotografie;) Only Lonely Sometimes (1980, fotografie.)
- The Band, Stage Fright: fotografie 1969[11]
- Ike &amp; Tina, What You Hear is What You Get – Live at Carnegie Hall: Art Direction & fotografie 1971
- The Rolling Stones, Exile on Main Street: Art Direction & fotografie 1971
- Bobby Womack, Art Direction & fotografie 1972
- Joni Mitchell, Court and Spark: fotografie 1972
- Ike &amp; Tina, Let Me Touch Your Mind: Art Director, Design & Videographs 1973
- Leo Kottke, My Feet are Smiling: fotografie 1973
- Kiss, Hotter Than Hell: Art Direction & fotografie 1974
- John Klemmer, Touch: Design & fotografie 1974
- Rufus, Rufusized: fotografie 1974
- Joni Mitchell, Hissing of Summer Lawns: fotografie 1975
- Art Garfunkel, Breakaway: fotografie 1975
- Carly Simonová, Playing Possum: fotografie a Design 1975
- Earth, Wind & Fire, That's the Way of the World: fotografie 1975
- Eagles, One of These Nights: fotografie 1975
- Carmen McRae, I am Music: fotografie 1975
- Gloria Gaynor, Experience Gloria Gaynor: fotografie 1975
- Joni Mitchell, Hejira: fotografie 1976
- James Taylor, V kapse: fotografie 1976
- Jacksons, The Jacksons: fotografie 1976
- Andy Gibb, Flowing Rivers: fotografie 1977
- Godiego, Dead End: fotografie 1977
- George Duke, Reach for It: fotografie 1977
- Joni Mitchell, Don Juan's Reckless Daughter: fotografie 1977
- Santana, Inner Secrets: Design, Art Director & fotografie 1978
- Earl Klugh, Earl Klugh: fotografie 1978
- Glen Campbell, Basic: fotografie 1978
- George Duke, "Don't Let Go": fotografie 1978
- Chicago, " Hot Streets ": Design & fotografie 1978
- Captain & Tennille, Dream: fotografie 1978
- Dan Fogelberg & Tim Weisberg, Twin Sons of Different Mothers: fotografie 1978
- Foreigner, Double Vision: Design & fotografie 1978
- Rufus &amp; Chaka Kahn, Street Player: fotografie 1978
- Gilberto Gil, Nightingale: fotografie 1979
- Fleetwood Mac, Tusk: fotografie 1979
- Captain & Tennille, Make Your Move: fotografie 1979
- Tanya Tuckerová, Tear Me Apart: Design & fotografie 1979
- Blondie, Eat to the Beat: Design & fotografie 1979
- Anglie Dan &amp; John Ford Coley, Dr. Heckyll and Mr. Jive: Design & fotografie 1979
- Curtis Mayfield, Heartbeat: fotografie 1979
- Van Morrison, Into the Music: fotografie & Design 1979
- Van Halen, Women and Children First: fotografie 1980
- George Benson, Give Me the Night: fotografie 1980
- Carpenters, Lovelines: fotografie 1981, vydání alba 1989
- Andy Gibb, Greatest Hits: fotografie 1980
- Al Jarreau, Jarreau (album): fotografie 1983
- Tina Turner, "Let's Stay Together": fotografie 1983
- Johnny Cash, Biggest Hits: fotografie 1984
- Joni Mitchell, Dog Eat Dog: fotografie 1985
- Ramsey Lewis & Nancy Wilson, The Two of Us: fotografie 1984
- Aerosmith, Pump: fotografie 1989
- Frank Zappa, Strictly Commercial: fotografie 1995
- Raphael Saadiq, The Way I See It: fotografie 2008

## Knihy
Seeffova první kniha Hot Shots, vydaná v roce 1974, byla oceněna zlatou medailí New York Art Directors Club za fotografii. Jeho druhá kniha, Sessions, byla vydána v roce 1988. V prosinci 2018 vydal JONI: THE JONI MITCHELL SESSIONS obsahující snímky a postřehy z 12 sezení s legendárním umělcem v letech 1972 až 1985.